# 라이트급 (권투)
라이트급은 태권도나 종합격투기에서 등등 무술이나 격투기에서 몸무게로 선수의 급을 정할 때 39킬로그램이상일 겨우에 부르는 급이름이다. 권투에서도 라이트급은 선수를 나누는 급중에서 최고단계이며 그 이상의 급은 없는 것으로 대부분의 보통사람들은 알고있다.